# Вэй (даосизм)
Вэй — в контексте даосизма обозначает так называемое «Деяние».
«Деяние» — это такое миробытие (мировосприятие), когда все действия человека в мире рассчитаны и имеют под собой какую-либо цель или причину. Сюда могут быть причислены, например, традиционное обучение и бизнес. В даосской традиции считается, что чрезмерная зацикленность человека на «Вэй» выводит из равновесия и его самого, и мир. Антиподом деянию является недеяние, или У-вэй, которое в даосизме и позиционируется как более правильное миробытие.